# 狐井塚古墳

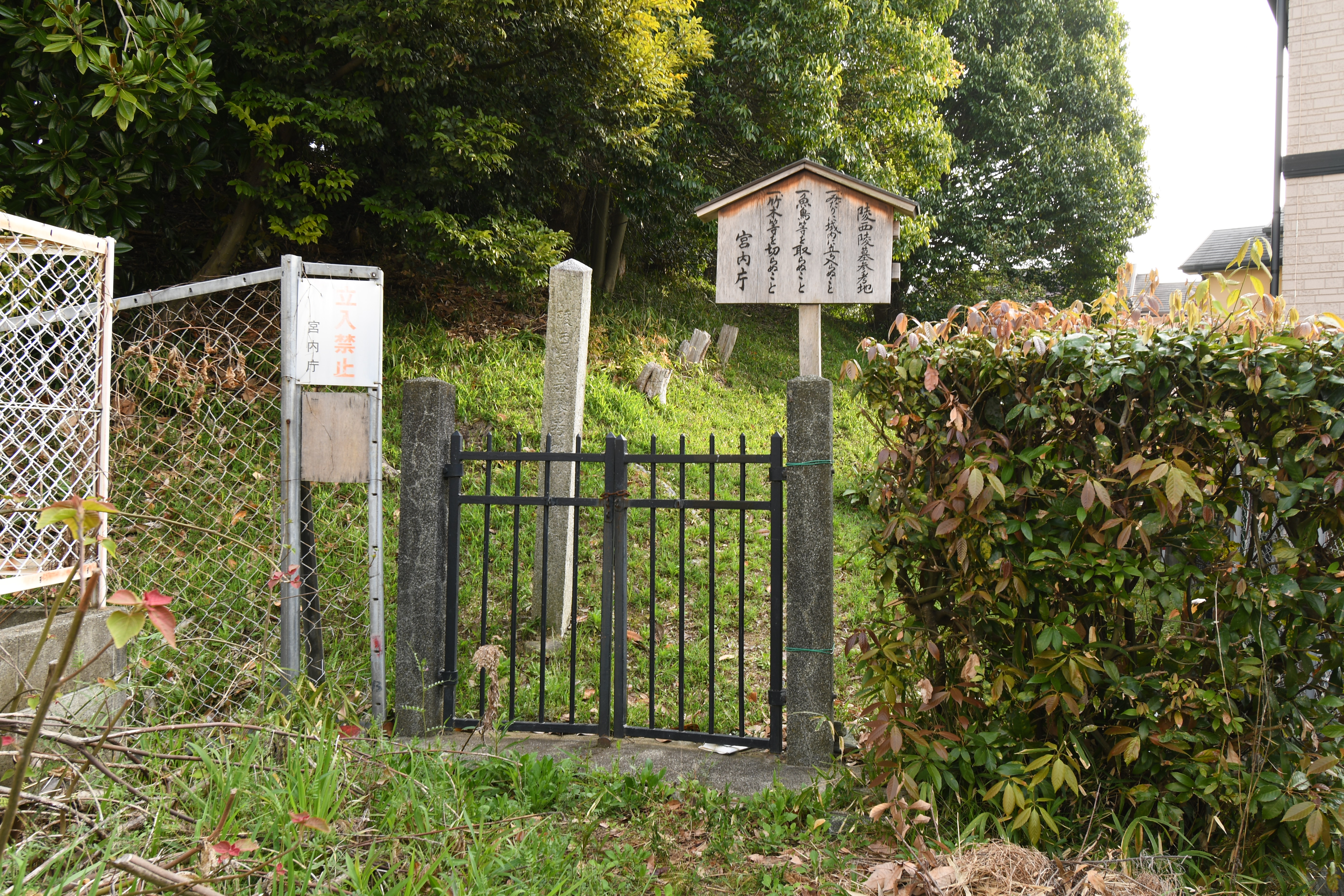
陵西陵墓参考地 拝所

狐井塚古墳（きついづかこふん）は、奈良県大和高田市池田にある古墳。形状は前方後円墳。馬見古墳群（南群のうち築山古墳群）を構成する古墳の1つ。
実際の被葬者は明らかでないが、宮内庁により「陵西陵墓参考地」（被葬候補者：第23代顕宗天皇皇后難波小野女王）として陵墓参考地に治定されている。

## 概要
奈良盆地西部、馬見丘陵南端において築山古墳（磐園陵墓参考地）の南側に平行して築造された古墳である。これまでに発掘調査は実施されていない。
墳形は前方後円形で、前方部を東方向に向ける。墳丘外表からの出土遺物としては埴輪がある。墳丘周囲には周濠がめぐらされており、現在も溜池・水田として遺存する。埋葬施設は明らかでない。池田集落にある地蔵堂には兵庫県加古川流域産の成層ハイアロクラスタイト（竜山石）製の長持形石棺蓋石を転用した石棺仏があるほか、北西の春日神社境内には長持形石棺の底石があり、これらを本古墳のものとする説が挙げられている。また周辺には古墳数基が分布しており、そのうち5基が宮内庁によって陪冢（陪塚）に治定されている。
この狐井塚古墳は、古墳時代中期後半の5世紀後半頃の築造と推定され、築山古墳よりも新しい時期に位置づけられる。実際の被葬者は明らかでないが、第23代顕宗天皇皇后の難波小野女王（仁賢天皇2年死去）の墓とする説があり、現在では宮内庁により陵墓参考地に治定されている。

## 墳丘

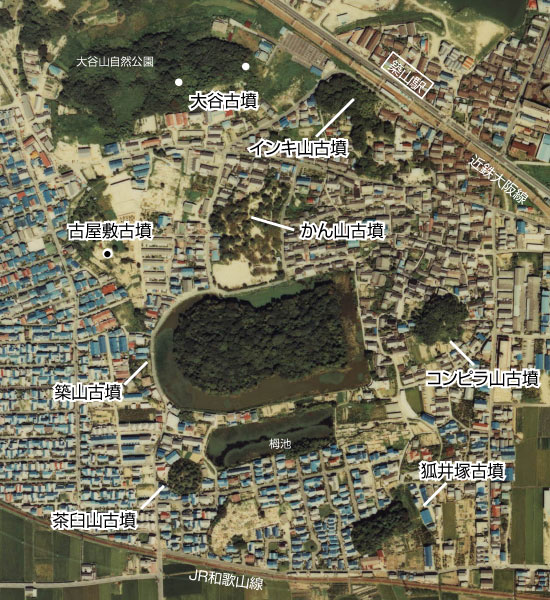
築山古墳群。

墳丘の規模は次の通り。
- 墳丘長：75メートル[4][1]（または74メートル[2]）
- 後円部
  - 直径：45メートル[1]
  - 高さ：6メートル[4][2]
- 前方部
  - 幅：40メートル[1]

## 陪塚
宮内庁によって治定されている陪冢（陪塚）は次の5基。
- 飛地い号（大和高田市池田） - 円墳、直径6メートル以上。出土品として埴輪がある[1]。
- 飛地ろ号（大和高田市池田） - 円墳、直径13メートル以上。出土品として埴輪がある[1]。
- 飛地は号（大和高田市池田） - 円墳、直径15メートル以上。出土品として埴輪がある[1]。
- 飛地に号（大和高田市池田） - 円墳、直径15メートル以上。出土品として埴輪がある[1]。
- 飛地ほ号（領家山1号墳、大和高田市池田） - 円墳、直径20メートル。周濠を有する。出土品として埴輪（円筒形・家形・盾形・靫形）・須恵器がある[1]。

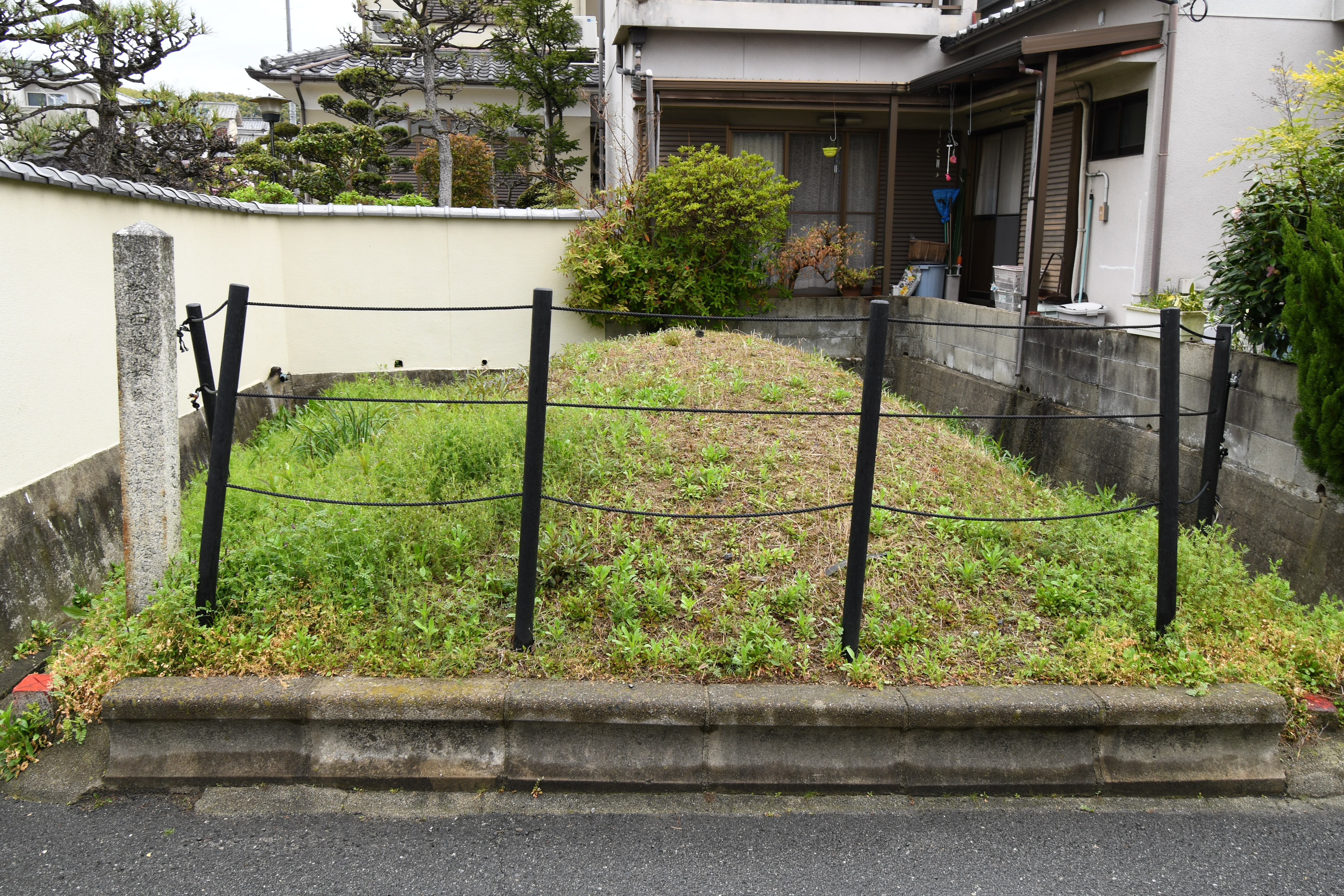
飛地い号
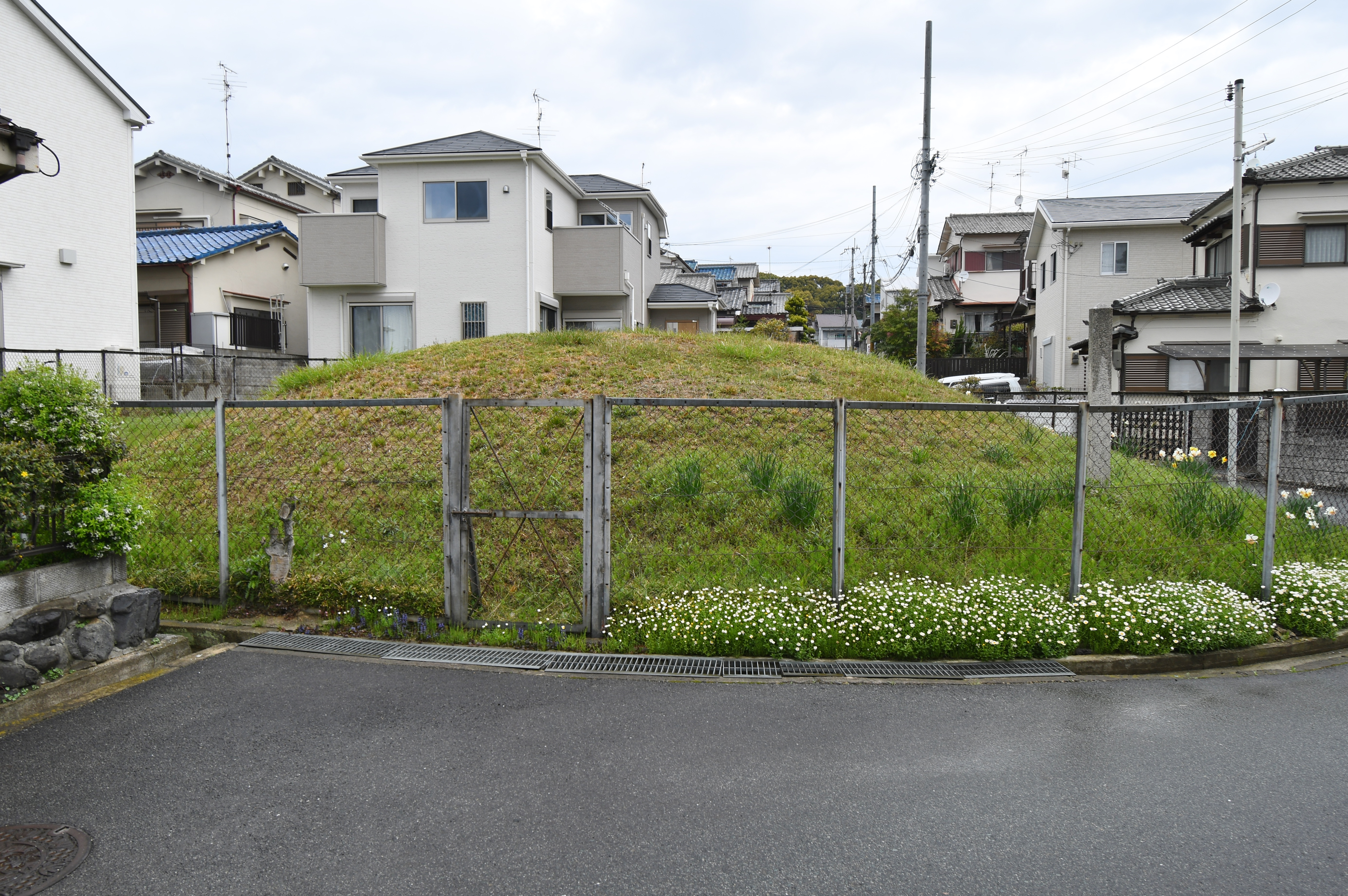
飛地ろ号
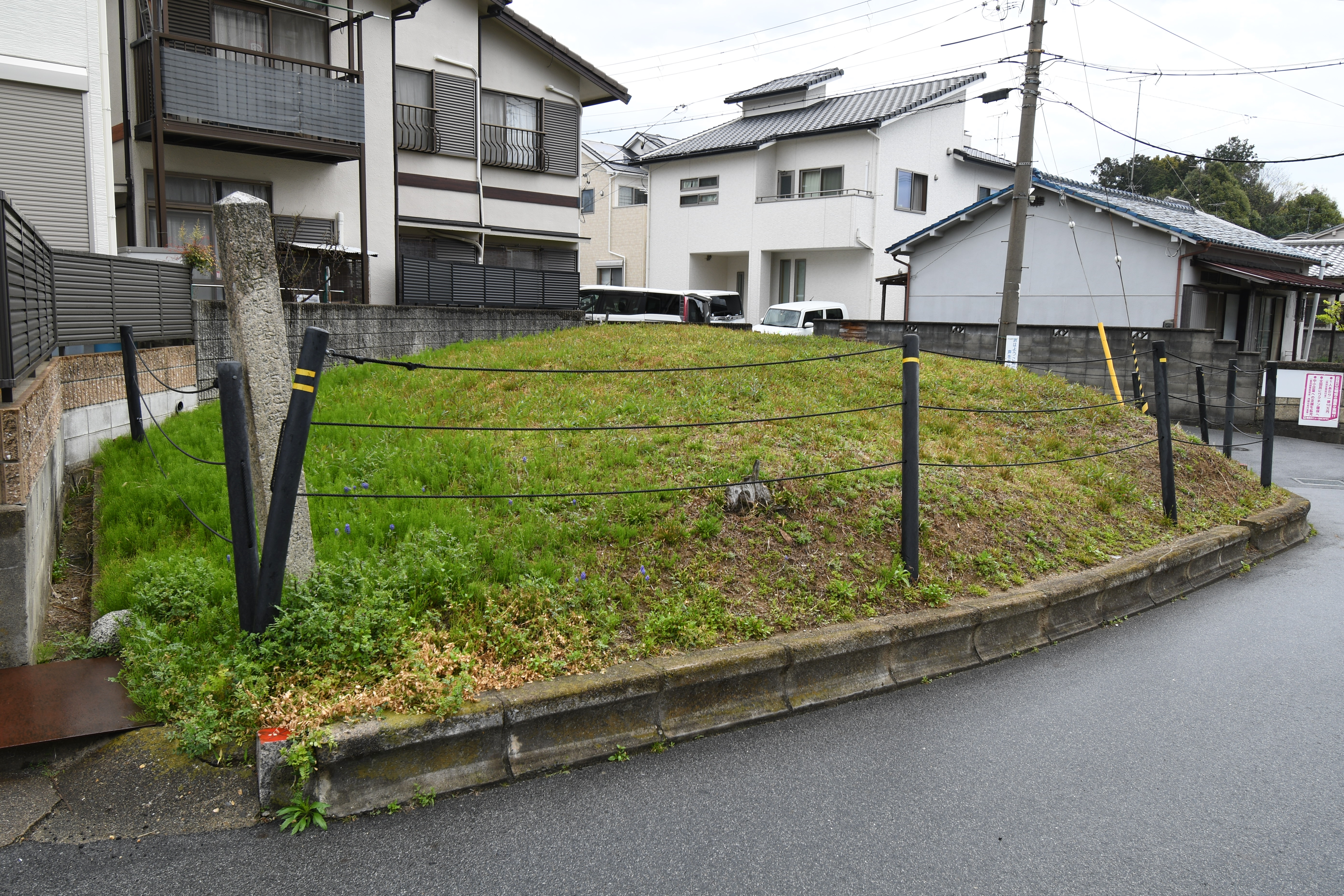
飛地は号
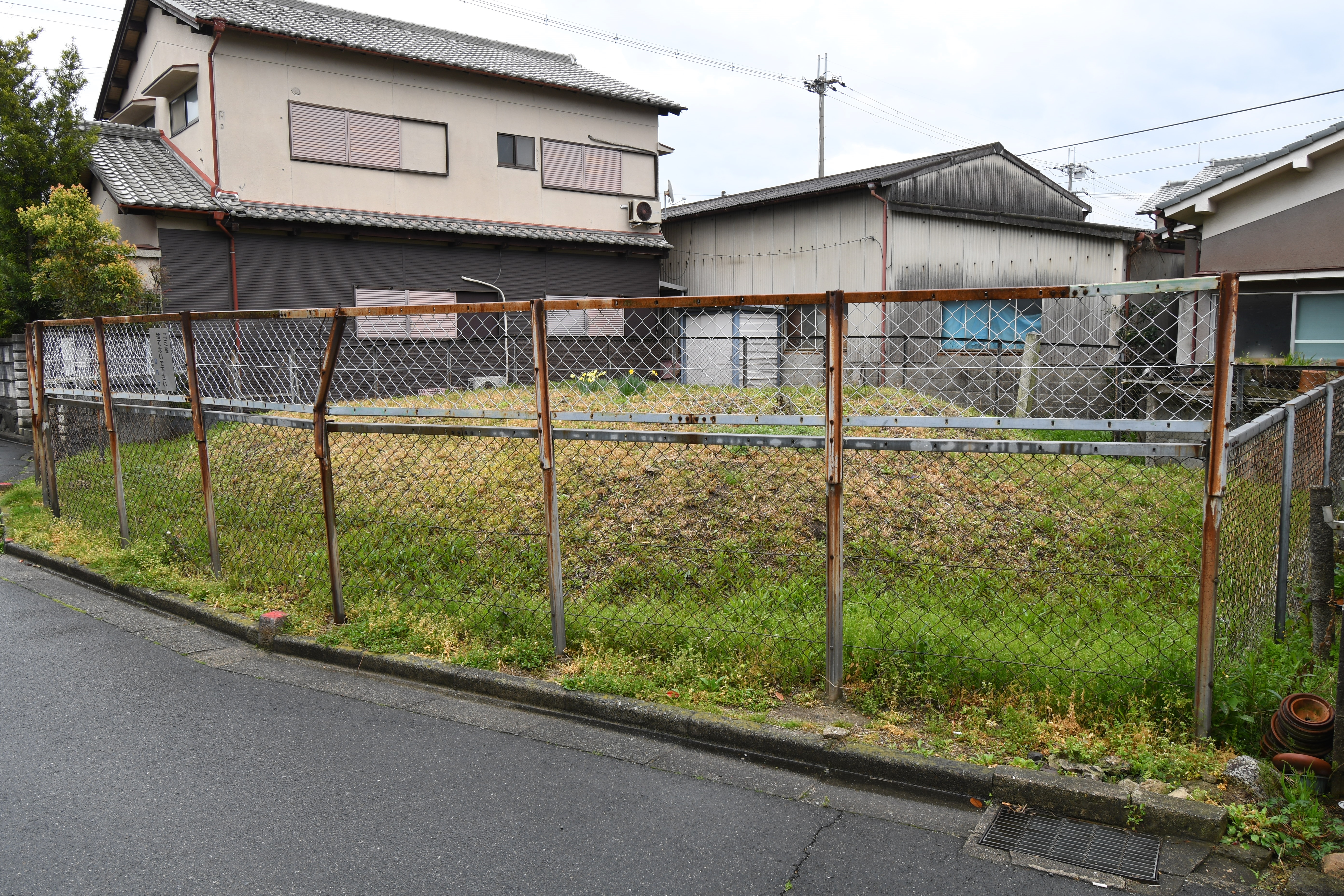
飛地に号
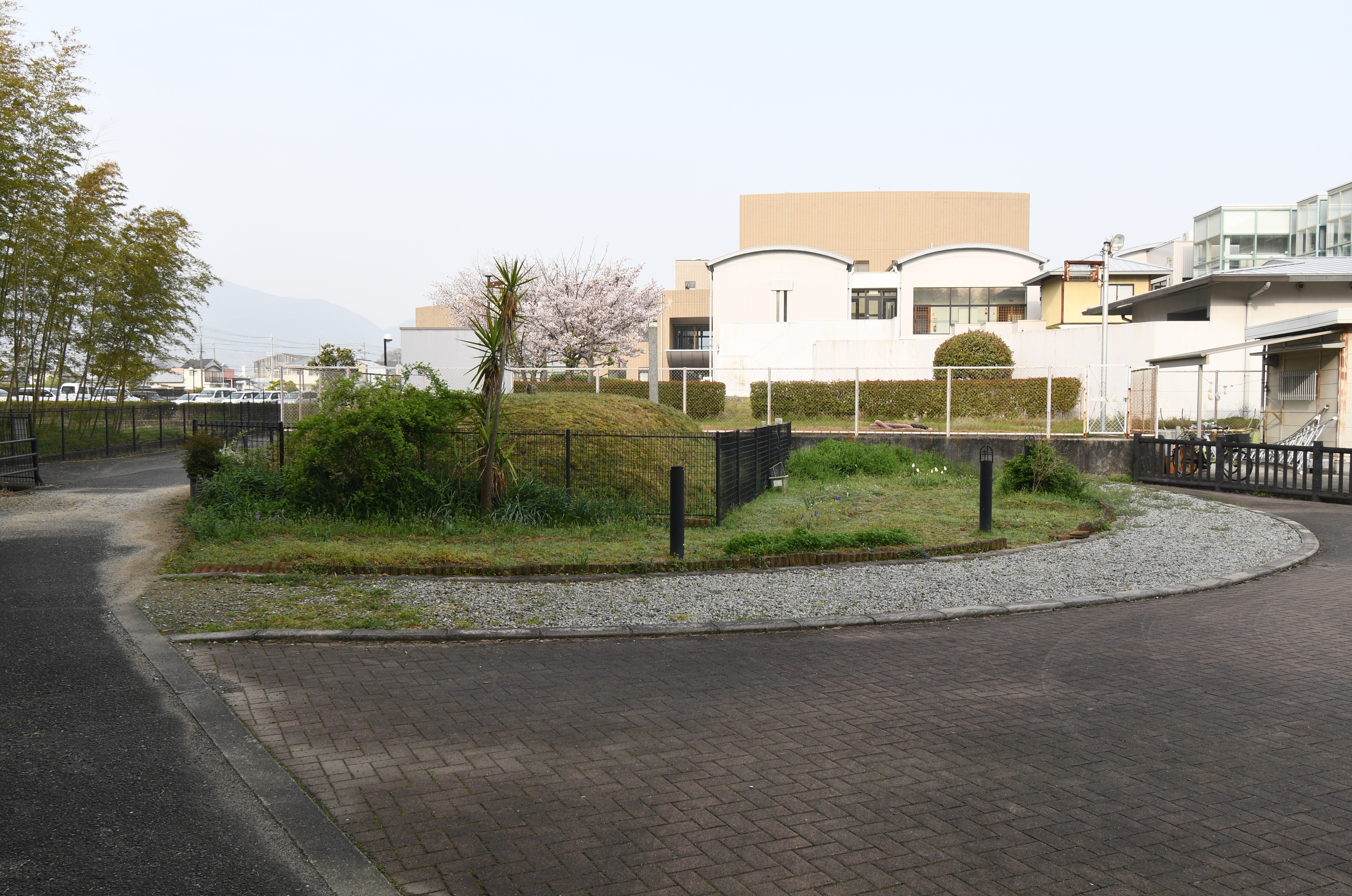
飛地ほ号（領家山1号墳）

## 関連文献
（記事執筆に使用していない関連文献）
- 『大和高田市遺跡分布調査報告書I（大和高田市文化財調査報告5）』大和高田市教育委員会、1996年。